# Bushmaster
O Veículo de Mobilidade Protegido Bushmaster é um veículo blindado 4x4 fabricado na Austrália. Foi projetado principalmente pela então estatal Australian Defense Industries (ADI), atualmente é produzido pela Thales Australia após aquisição da ADI. O Bushmaster está atualmente em serviço no Exército Australiano e na Força Aérea Real Australiana, também foi exportado para o Exército Britânico, Exército Holandês,  Força Terrestre de Autodefesa do Japão, Exército Indonésio, Exército da Nova Zelândia e Forças Armadas da Ucrânia.

## Design
O Bushmaster é capaz de transportar até 9 soldados e seus equipamentos, combustível e suprimentos por 3 dias, dependendo do tipo de variante. O veículo está equipado com ar condicionado. Tem uma velocidade de cruzeiro na estrada de 100 km/h e um alcance operacional de 800 km.
É um veículo protegido contra IEDs e oferece um alto grau de proteção contra minas terrestres, usando seu monocoque de casco em V para desviar a explosão do veículo e de seus ocupantes. A blindagem do veículo fornece proteção contra armas pequenas de munição de até 7,62 mm, fragmentos de morteiro de 81 mm e minas Claymore.
O Bushmaster é transportável por via aérea pelas aeronaves C-130 Hercules e C-17 Globemaster III, bem como pelo helicóptero de carga Mil Mi-26. É o primeiro veículo blindado a ser projetado e totalmente fabricado na Austrália desde o tanque Sentinel durante a Segunda Guerra Mundial.

## Variantes
Várias variantes do Bushmaster foram produzidas para o Exército Australiano e a Real Força Aérea Australiana, são elas:

Mapa de operadores do Bushmaster em azul

- Transporte de Tropas
- Comando e Controle
- Defesa Aérea
- Variante com Morteiro
- Ambulância

## Operadores
Austrália – Exército Australiano e Real Força Aérea Australiana
1 052 veículos.
 Fiji
10 veículos.
 Indonésia
53 veículos.
 Jamaica
18 veículos.
 Japão
8 veículos.
 Países Baixos
98 veículos.
 Nova Zelândia
48 veículos.
 Ucrânia – Forças Armadas da Ucrânia
90 veículos foram doados à Ucrânia em 2022 pelo governo australiano para o Exército Ucraniano. Em 15 de setembro de 2022, 40 dos 90 veículos foram entregues à Ucrânia.
 Reino Unido – Exército Britânico
24 veículos.